# Beed (dystrykt)
Beed (dystrykt) (ang. Beed district) – jest jednym z trzydziestu pięciu dystryktów indyjskiego stanu Maharasztra. Zajmuje powierzchnię 10 693 km².

## Położenie
Położony jest w centrum tego stanu. Graniczy z dystryktami:
od zachodu z Ahmednagar;
od  północy z : Ahmednagar, Aurangabad, Jalna;
od wschodu z Parbhani i Latur;
a od południa z Osmanabad.
Stolicą dystryktu jest miasto Beed.

## Rzeki
Rzeki przepływające przez obszar dystryktu :
- Bindusara
- Godavari
- Kundlika
- Manjara
- Saraswati
- Sina
- Sindphana
- Wan